# Saturator

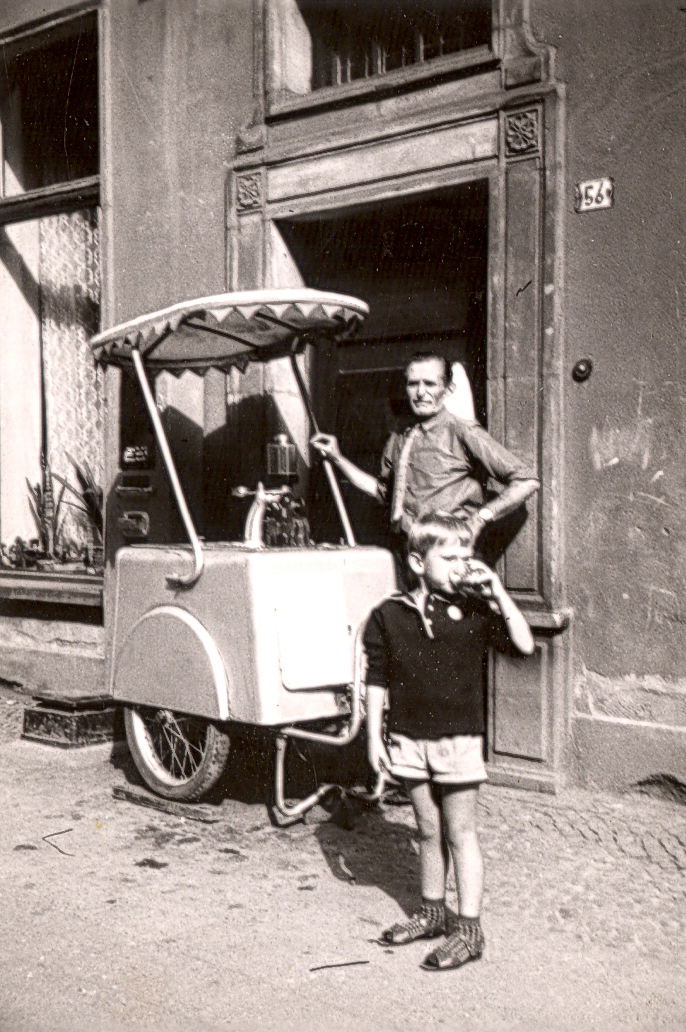
Wózek z saturatorem na gdańskiej ulicy Długiej, rok 1968

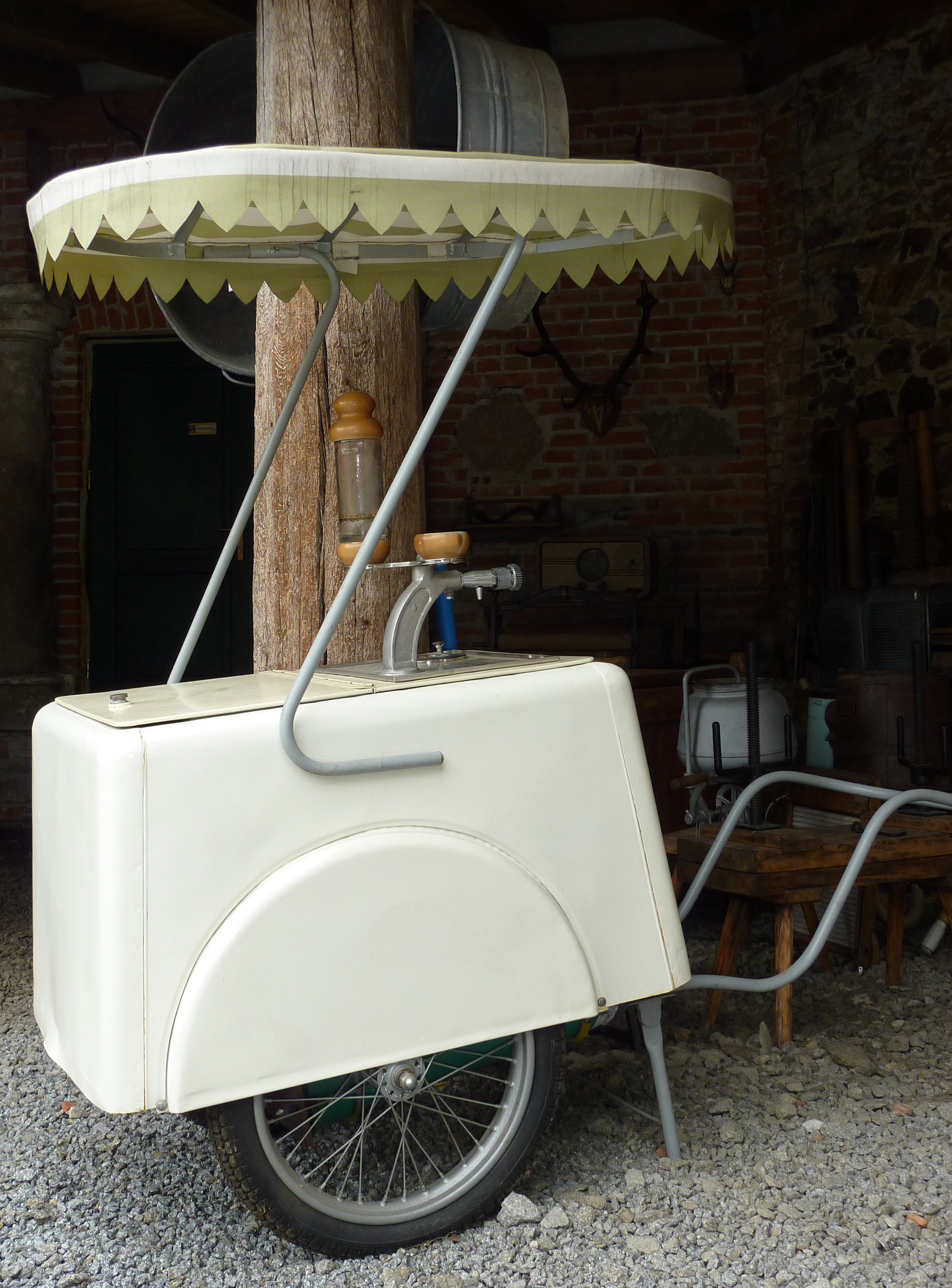
Wózek z saturatorem z lat 60.–70. XX wieku na wystawie

Saturator – aparat lub urządzenie do saturacji, czyli nasycania cieczy gazem. Stosowany jest w różnych dziedzinach przemysłu, także w medycynie (na przykład do nasycania wody dwutlenkiem węgla w celu przygotowania kąpieli kwasowęglowych).

## Saturacja w PRL
W Polsce saturator najczęściej kojarzony jest z saturatorem wózkowym do produkcji wody sodowej (przez nasycanie wody dwutlenkiem węgla), popularnym elementem krajobrazu ulicznego w czasach PRL-u, obecnie zaliczanym do ówczesnego folkloru. Te „punkty handlu detalicznego” oferowały albo „czystą” wodę sodową albo z domieszką syropu owocowego. Saturator z oprzyrządowaniem składał się z:
- wózka na dwóch kołach motorowerowych, z aparatem do saturacji i szafką
- butli ze sprężonym gazem (najczęściej dużej, przemysłowej)
- słojów z dozownikiem na syrop o sztucznym[4] aromacie owocowym (standardowo dwóch, na dwa gatunki syropu – zwykle malinowy i cytrynowy)
- węży do podłączenia wody
- kilku szklanek.

Dodatkowe wyposażenie takiego urządzenia mogły stanowić:
- parasol (markiza chroniąca sprzedawcę od słońca)
- łańcuch z kłódką (zabezpieczenie przeciw kradzieży).

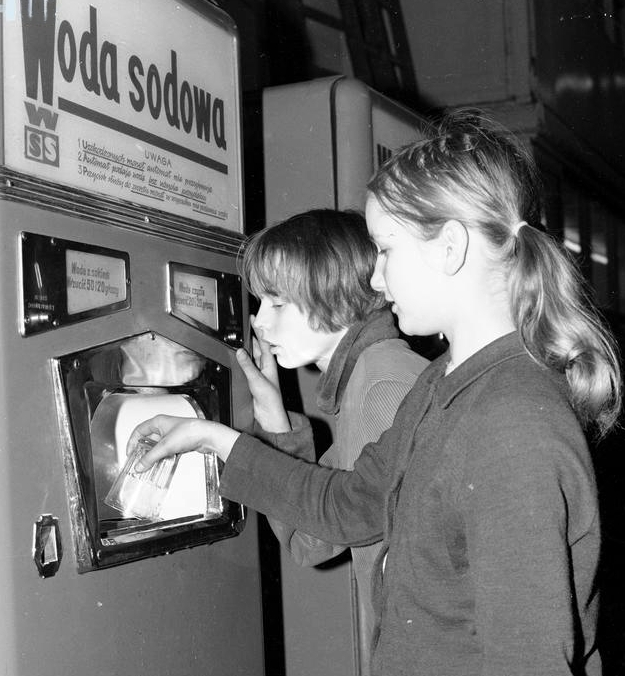
Samoobsługowy saturator z wodą sodową przy ul. Koszykowej w Warszawie (należący do Spółdzielni Spożywców „Społem”), rok 1969

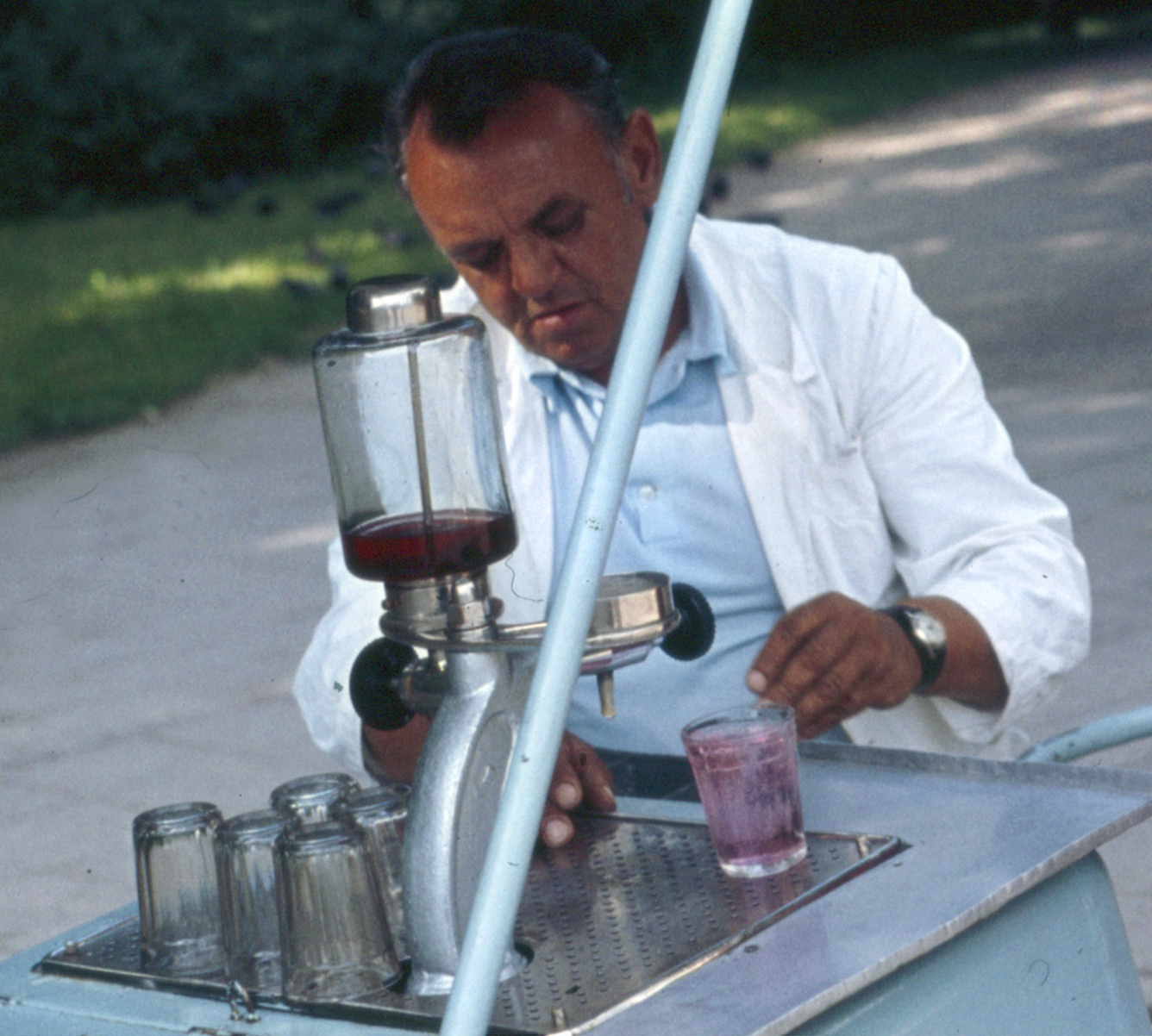
Sprzedawca przygotowujący wodę sodową z sokiem (1975)

Największym producentem saturatorów w latach 50. był Związek Radziecki. Zderzając się z niedostatkiem towarów w sklepach, Polacy składali „amatorskie” saturatory wózkowe: koła na przykład brano z motoroweru „Komar”, a kurki z kaloryferów. W wyniku dużego zapotrzebowania saturatory zaczęto produkować w Spółdzielni Mechaników w Warszawie oraz w poznańskiej fabryce Pofamia. Były one też produkowane m.in. przez fabrykę Domgos z Rudy Śląskiej.
Oprócz mobilności cechą wyróżniającą saturatory wózkowe były szklanki wielorazowego użytku, płukane pobieżnie metodą natryskową, przez co serwowany przez sprzedawcę napój bywał nazywany „gruźliczanką”. Ten „punkt sprzedaży detalicznej” obsługiwany był przez pojedynczą osobę, pracownika przedsiębiorstwa będącego właścicielem urządzenia lub przez jego dzierżawcę (pracującego na własny rachunek). Sprzedawczynie (były to zwykle kobiety) nazywano czasem „kacarkami” – gdyż często obsługiwały klientów cierpiących na kaca. Kolejną charakterystyczną cechą wózków saturacyjnych było źródło pochodzenia wody: miejska sieć wodociągowa (podłączano je gumowymi wężami do ulicznych hydrantów).
Istniały też samoobsługowe saturatory stacjonarne, usytuowane w przeważnie w sanatoriach lub domach wczasowych, w tak zwanych pijalniach wody sodowej. Napój otrzymywało się po wrzuceniu monet lub żetonów. Czasami (samoobsługowe saturatory uliczne) szklanki mocowano na specjalnych łańcuchach lub linkach w celu zabezpieczenia naczyń przed kradzieżą.
W Polsce najczęściej używany był opisany wyżej zestaw przewoźny. W warunkach domowych wodę sodową robiło się w syfonach. 
Mimo że w okresie PRL dostępne były różne rodzaje wód mineralnych i innych napojów chłodzących (oranżada), a już od lat siedemdziesiątych na rynku polskim pojawiła się Coca-Cola i Pepsi-Cola, to jednak z powodu ilościowych braków tych napojów w sklepach praktycznie do czasów przełomu gospodarczego w 1990 roku można było jeszcze spotkać liczne wózki z wodą sodową. Ostatni saturator w Polsce wyparty został przez tanią wodę gazowaną w jednorazowych butelkach PET około 1995 roku.
W 2007 roku zdecydowano o powrocie saturatorów wózkowych do Łodzi. Pierwszy pojawił się pod koniec sierpnia przy skrzyżowaniu ul. Tuwima i ul. Piotrkowskiej. W 2008 saturatory pojawiły się w kolejnych kilku miejscach miasta. Na punkty nałożono obowiązek używania wyłącznie kubków jednorazowych. W nowoczesnych wózkach woda pobierana jest z miejskiej sieci wodociągowej, następnie karbonizowana, filtrowana i chłodzona za pomocą agregatu. Saturatory, promując wodę z sieci wodociągowych, powróciły też m.in. na ulice Białegostoku, Częstochowy, Dąbrowy Górniczej, Legnicy, Poznania, Sosnowca i Katowic.

## Saturator w polskiej kulturze
- Saturator doczekał się upamiętnienia w utworze kabaretu Wały Jagiellońskie pt. Saturator (w wykonaniu Rudiego Schuberta)[13].
- Saturator model WS 4 (kanciasty) z 1974 roku pojawia się na drugim planie w serialu Zmiennicy.
- Pierwsze utwory rapera Adama Ostrowskiego zostały umieszczone na EP o nazwie Saturator[14].
- Wodę z saturatora w czasach PRL sprzedawał Ferdynand Kiepski, główny bohater serialu komediowego Świat według Kiepskich. W traktujących o tym odcinkach najczęściej pojawia się saturator model SW2. Według opowieści Ferdka, jedną z osób którą osobiście poczęstował wodą z sokiem z tego urządzenia, był Edward Gierek[15].